# Franco Giraldi
Franco Giraldi (Comeno, 11 luglio 1931 – Trieste, 2 dicembre 2020) è stato un regista, sceneggiatore e critico cinematografico italiano.

## Biografia
Franco Giraldi nacque a Comeno, una cittadina carsica compresa nell'allora provincia di Gorizia fino al 1947, quando venne ceduta alla Jugoslavia in ottemperanza ai trattati di Parigi (ed oggi parte della regione slovena del Litorale-Carso), da padre italiano dell'Istria e da madre sloveno-triestina. Il rapporto tra le diverse etnie e culture delle sue terre d'origine dalla famiglia si rifletterà in modo significativo anche nella sua opera. Trascorse l'infanzia e l'adolescenza tra il Carso, Trieste e Gorizia. Durante la seconda guerra mondiale militò nelle file della resistenza italiana, tagliando i fili delle linee nazifasciste.
Il suo primo contatto professionale con il mondo del cinema avvenne come critico cinematografico sulle pagine del quotidiano l'Unità, dopo essere stato - assieme a Tullio Kezich e Callisto Cosulich - tra i fondatori nel dopoguerra del Circolo del Cinema di Trieste (affiliato alla Federazione italiana dei circoli del cinema).
All'inizio degli anni cinquanta si trasferì a Roma, dove si mise dietro alla macchina da presa e divenne aiuto di registi come Giuseppe de Santis, Leopoldo Savona, Gillo Pontecorvo, Carlo Lizzani e Giuliano Montaldo. In quel periodo diresse molte seconde unità di film di successo, fra cui Per un pugno di dollari di Sergio Leone. Proprio l'addio di Leone alla Jolly Film favorì il suo debutto come regista di successo nel western all'italiana 7 pistole per i MacGregor.
Nel 1968, dopo quattro film lasciò il genere che lo aveva lanciato e si cimentò nella commedia all'italiana con La bambolona. Negli anni successivi si affermò come una delle firme più apprezzate del cinema italiano.
Nel 2005 sposò Palmira Petrongari, che lo lasciò vedovo nel gennaio 2009. Da allora Giraldi si ritirò nel suo amato Friuli-Venezia Giulia, a Gradisca d'Isonzo, dove continuò a collaborare con varie associazioni e a lavorare come critico cinematografico per il premio Amidei. Successivamente si trasferì nuovamente a Trieste.
Giraldi è morto il 2 dicembre 2020 all'età di 89 anni in una struttura sanitaria del triestino, dopo essere stato ricoverato a causa del COVID-19.

## La regia
Regista serio e di buon gusto, Franco Giraldi aveva anche notevole sensibilità e buona cultura, che fece risaltare in alcune commedie femminili e maschili di grande finezza, in cui analizzava con sottigliezza le psicologie dei personaggi.
L'esordio fu nel genere western, prima come aiuto regista di Sergio Leone nel film Per un pugno di dollari e poi con diverse pellicole, con cui si dotò di una solida professionalità. Passò alla regia di commedie all'italiana come La bambolona (1968) e Cuori solitari (1970), in cui diresse gli attori con notevole finezza, poi si dedica ad un cinema impegnato tratto da opere letterarie (come La giacca verde di Mario Soldati, suo grande amico, La rosa rossa di Pier Antonio Quarantotti Gambini, Un anno di scuola di Giani Stuparich, La frontiera di Franco Vegliani), di sapiente ritratto ambientale e di atmosfera mitteleuropea.
Diresse sul set attori del calibro di Monica Vitti, Senta Berger, Luigi Proietti, Renzo Montagnani, Omero Antonutti, Laura Morante, Mariangela Melato, Raul Bova, Claudia Pandolfi, Ornella Muti, Maria Grazia Cucinotta, Gabriella Pession, Ottavia Piccolo, Giovanni Visentin.
Negli anni settanta sperimentò la regia televisiva ottenendo un grande successo di pubblico e di critica con La rosa rossa del 1973 e Un anno di scuola del 1977 (premio per il miglior film e per la regia al Festival televisivo di Praga 1977), con i quali raggiunge la propria maturità espressiva, culminata nel film La giacca verde del 1979, intensa commedia di psicologie maschili, ritenuta la sua opera migliore. Gran parte del suo impegno negli anni successivi fu assorbito dalla televisione, per la quale realizzò anche la serie Avvocato Porta, con Gigi Proietti e quella dedicata a Pepe Carvalho, l'investigatore protagonista dei romanzi di Manuel Vázquez Montalbán. Non dimenticò comunque il cinema, al quale ritornò con La frontiera, film tratto dal romanzo di Franco Vegliani, che vinse una Grolla d'oro per la migliore fotografia a Saint-Vincent nel 1996 e Voci, la riduzione cinematografica dell'omonimo romanzo di Dacia Maraini nel 2001.

## Sotto pseudonimo
Nel suo film d'esordio 7 pistole per i MacGregor sul manifesto e nelle locandine la regia è attribuita a "Frank Grafield". Nel cinema dell'epoca si usava attribuire pseudonimi anglofoni a registi e attori di film italiani, e Giraldi scelse per se "Frank Garfield", che divenne - per un mero refuso tipografico - "Frank Grafield", come ancora oggi il film è catalogato. Il nome "Frank Garfield" - con ortografia corretta- comparirà solo nel successivo 7 donne per i MacGregor e solo per il mercato estero: nelle copie italiane infatti compare già "Franco Giraldi".
A causa dell'uso dello pseudonimo, inoltre, diverse biografie - soprattutto su internet - lo indicano anche come attore in due film horror di Bruno Mattei: Virus (1980) e L'altro inferno (1980). Si tratta di un errore dovuto allo pseudonimo Frank Garfield, da lui utilizzato a inizio carriera di regista: lo stesso pseudonimo infatti è stato utilizzato successivamente dall'attore Franco Garofalo, che è l'effettivo interprete dei due film citati.

## Filmografia

### Regista

#### Cinema
- La Trieste di Svevo – cortometraggio documentaristico (1961)
- 7 pistole per i MacGregor – firmato come Frank Grafield (1966)
- Sugar Colt (1966)
- 7 donne per i MacGregor (1967)
- Un minuto per pregare, un istante per morire (1968)
- La bambolona (1968)
- Cuori solitari (1970)
- La supertestimone (1971)
- Gli ordini sono ordini (1972)
- La rosa rossa (1974)
- Colpita da improvviso benessere (1976)
- L'addio a Enrico Berlinguer – documentario (1984)
- Roma dodici novembre 1994 – cortometraggio documentaristico (1995)
- La frontiera (1996)
- Voci (2001)
- Un altro mondo è possibile – documentario (2001)
- La primavera del 2002 - L'Italia protesta, l'Italia si ferma – video documentario (2002)
- Firenze, il nostro domani – documentario (2003)
- Delitto e Castigo – cortometraggio (2007)
- Con la furia di un ragazzo. Un ritratto di Bruno Trentin – video documentario (2009)

#### Televisione
- Il lungo viaggio – miniserie TV, 4 episodi (1975)
- Un anno di scuola – miniserie TV (1977)
- La giacca verde – film TV (1979)
- Ivanov – film TV (1981)
- Accadde a Weimar – film TV (1982)
- Mio figlio non sa leggere – miniserie TV (1984)
- Il corsaro – miniserie TV (1985)
- La fronda inutile - Ciano, Bottai e Grandi – miniserie TV, 2 episodi (1986)
- Nessuno torna indietro – serie TV, 3 episodi (1987)
- Quattro storie di donne – miniserie TV, episodio Luisa (1989)
- La bugiarda – miniserie TV (1989)
- Isabella la ladra – miniserie TV, 3 episodi (1989)
- Una vita in gioco – serie TV (1991)
- Avvocato Porta – serie TV (1997)
- Pepe Carvalho – serie TV, 2 episodi (1999)